# Johan Lamotte
Johan Lamotte (23 maggio 1962) è un ex giocatore di calcio a 5 belga.

## Carriera
Lamotte è stato tra i pali per tutte le otto gare del FIFA Futsal World Championship 1989 disputate dal Belgio, subendo 11 reti di cui sei tra semifinale e finale. In totale, ha disputato 22 incontri con la Nazionale maschile di calcio a 5 del Belgio.